# Calyptocephalellidae
Calyptocephalellidae – rodzina płazów z rzędu płazów bezogonowych (Anura).

## Zasięg występowania
Rodzina obejmuje gatunki występujące w górach środkowego i południowego Chile.

## Podział systematyczny
Do rodziny należą następujące rodzaje:
- Calyptocephalella Strand, 1928 – jedynym przedstawicielem jest Calyptocephalella gayi (A.M.C. Duméril & Bibron, 1841)
- Telmatobufo Schmidt, 1952